# Tridontium tasmanicum
Tridontium tasmanicum là một loài Rêu trong họ Grimmiaceae. Loài này được Hook. f. mô tả khoa học đầu tiên năm 1840.